# Елизабет Шарлота фон дер Пфалц
Елизабет Шарлота фон дер Пфалц (на немски: Elisabeth Charlotte von der Pfalz, Liselotte von der Pfalz; * 27 май 1652, Хайделберг; † 8 декември 1722, Сен-Клу при Париж) от род Вителсбахи, е принцеса от Пфалц и чрез женитба херцогиня на Орлеан и снаха на крал Луи XIV от Франция. Тя има литературно и историческо значение чрез кореспонденцията си, в която описва живота във френския двор.

## Живот
Дъщеря е на курфюрст Карл I Лудвиг фон дер Пфалц (1617 – 1680), син на „Зимния крал“) и Шарлота фон Хесен-Касел (1627 – 1686), дъщеря на ландграф Вилхелм V фон Хесен-Касел.
Баща ѝ се развежда с майка ѝ през 1658 г. и изпраща седемгодишната Елизабет Шарлота в Хановер при сестра си София съпругата на херцог Ернст Август. През 1663 г. баща ѝ я взема обратно в Хайделберг. Близките и приятелите ѝ я наричат Лизелот.
Елизабет Шарлота се омъжва по политически причини през 1671 г. за Филип I Орлеански (1640 – 1701), по-малък брат на крал Луи XIV. Тя е втората му съпруга. Съпругът ѝ е хомосексуален и умира през 1701 г. След смъртта на Луи XIV нейният син Филип II Орлеански става регент на непълнолетния крал Луи XV. Така тя става отново първата дама в страната.
Елизабет Шарлота пише около 60 000 писма, от които 2/3 са на немски и 1/3 на френски език. Запазени са около 5000 писма.
Умира на 69-годишна възраст. Погребана е в базиликата Сен Дени във Франция.
- Елизабет Шарлота,
 1673
- Елизабет Шарлота,
 ок. 1719

## Деца
- Александер Луи (* 2 юни 1673, † 16 март 1676)
- Филип II Орлеански (1674 – 1723)
- Елизабет Шарлота (1676 – 1744), ∞ Леополд от Лотарингия, свекърва на Мария Терезия фон Хабсбург

## Издания
- Annedore Haberl: Liselotte von der Pfalz. Briefe. Hanser, München 1996.
- Hannelore Helfer: Liselotte von der Pfalz in ihren Harling-Briefen. Verlag Hahnsche Buchhandlung, Hannover 2007.
- Heinz Herz: Briefe der Herzogin Elisabeth Charlotte von Orléans an ihre Geschwister. Leipzig 1972.
- Helmuth Kiesel: Briefe der Liselotte von der Pfalz. Insel, Frankfurt am Main 1995, ISBN 3-458-32128-4.
- Carl Künzel: Die Briefe der Liselotte von der Pfalz, Herzogin von Orleans. Verlag Langewiesche-Brandt, Ebenhausen bei München 1912.
- Hans Pleschinski: Liselotte von der Pfalz. Ihre Briefe. Gelesen von Christa Berndt. Kunstmann, München 2004, ISBN 3-88897-371-6.